# 博索湖
53°36′25.9″N 12°14′50.6″E / 53.607194°N 12.247389°E
博索湖（德語：Bossower See），是德國的湖泊，位於該國東北部，由梅克倫堡-前波美拉尼亞州負責管轄，處於濱湖克拉科，長1公里、寬0.8公里，面積0.55平方公里，海拔高度49米。